# Agnes Obel
Agnes Caroline Thaarup Obel (Gentofte, 28 de octubre de 1980) es una compositora, pianista y cantante danesa.

## Biografía
Agnes, y su hermano pequeño Holger, crecieron en un entorno poco convencional. Su padre tenía tres hijos de otro matrimonio y le gustaba coleccionar objetos extraños e instrumentos musicales. Su madre, Katja Obel, era jurista, pero también una intérprete brillante que acostumbraba a tocar Bartók y Chopin al piano. En una casa rodeada de música, Agnes Obel aprendió desde muy joven a tocar el piano. Sobre su aprendizaje, Obel dice: "Tuve un maestro de piano clásico que me decía que no había que tocar lo que no me gustaba. Así que yo sólo tocaba lo que me gustaba. Nunca me obligaron a tocar nada más".
En 1990, Obel se unió a una pequeña banda como cantante y bajista. El grupo apareció en un festival y grabó algunos títulos. En 1994 tuvo un pequeño papel, apenas dos escenas en el cortometraje The Boy Who Walked Backwards/Drengen der GIK baglæns producido por Thomas Vinterberg. Su hermano, Holger Thaarup, fue el personaje principal de la película.
Agnes asistió al instituto Det frie Gymnasium, una escuela libre donde tuvo la oportunidad de tocar mucha música. Sin embargo pronto dejó la escuela. "A los diecisiete, (...) conocí a un hombre que llevaba un estudio. Dejé rápidamente mis estudios musicales para aprender técnicas de sonido." Más tarde, y con la ayuda del productor y músico danés Elton Theander, Obel fundó la banda Sohier en Copenhague.
Desde 2006 reside en Berlín, una ciudad donde ha encontrado el entorno adecuado para la creación musical, junto a su pareja, el fotógrafo danés Alex Brüel Flagstad, quien ha dirigido alguno de sus vídeos musicales.
En 2009, Obel publicó una canción de muestra, "Just So", en Myspace. La empresa de telecomunicaciones Deutsche Telekom utilizó "Just So" para un anuncio y, tras esta gran oportunidad, fue más sencillo para Obel encontrar un sello discográfico para su primer álbum.
En el mes de febrero del 2021 nace su primera hija, fruto de su relación con el director de cine Alex Brüel Flagstad.

## Carrera musical
Agnes Obel debutó como solista con Philharmonics, publicado el 17 de septiembre de 2010. El álbum alcanzó el número 1 en ventas en Bélgica y Dinamarca llegando a acumular 450.000 copias vendidas en toda Europa y siendo certificado como disco de oro. En noviembre de 2011, Agnes Obel ganó cinco premios Danish Music Awards: Mejor Álbum del Año, Mejor Lanzamiento Pop del Año, Mejor Artista Debut del Año, Mejor Artista Femenina del Año y Mejor Compositor del Año.
Para este primer trabajo la propia Obel escribió, tocó, cantó, grabó y produjo todo el material. "No salgo y busco inspiración, creo que la inspiración me viene de la melodía. A veces siento que una melodía no tiene nada que ver conmigo, pero es simplemente algo que viene, se me va acumulando mientras toco el piano y, entonces, esta pequeña criatura simplemente aparece."
El sencillo "Just So" fue escogido para un anuncio de Deutsche Telekom en Alemania. Tres canciones del álbum aparecen en la banda sonora de la película Submarino rodada en 2009 y el tema "Riverside" aparece en el episodio "Not Responsible" de Anatomía de Grey y en varios capítulos de la serie Revenge. "Fuel to fire" fue la música de la cabecera de la serie de la BBC Vigil (2021). 
PIAS Recordings lanzó, el 7 de febrero de 2011, una versión "Deluxe" de Philharmonics. Esta versión contiene once pistas adicionales. Seis de ellas grabadas en un concierto en Copenhague.
En octubre de 2011, Agnes Obel ganó uno de los premios del European Border Breakers Awards. El premio reconoce los mejores nuevos talentos Europeos en música pop.
Entre 2012 y 2013, Obel trabajó en la grabación de su segundo álbum en los estudios Chalk Wood en Berlín. De nuevo produjo, escribió e interpretó ella misma todo el material. Sobre la grabación de Aventine, Obel declaró: Grabé todo muy de cerca, toda la microfonía metida en una habitación pequeña con voces que aquí, el piano aquí, todo está cerca de ti .Así que es escaso, pero variando el rango dinámico de las canciones que podrían crear casi paisajes sonoros. Tuve la oportunidad de hacer que algo se sintiese grande con sólo estos pocos instrumentos.
El álbum fue presentado el 4 de septiembre de 2013 con una actuación en St. Pancras Old Church en Londres ante un selecto grupo de periodistas. El 17 de septiembre abrió el festival iTunes con una actuación que fue grabada y publicada bajo el título de iTunes Festival: London 2013. El álbum fue publicado finalmente el 30 de septiembre obteniendo muy buena recepción por parte de la prensa y el público. Aventine logró posicionarse entre los álbumes más vendidos en Francia, Bélgica y Dinamarca.
En junio de 2015, Obel comenzó a grabar un nuevo álbum gestado durante su gira de 2014. Grabó cuerdas con los nuevos músicos Frédérique Labbow, Kristina Koropecki y John Corban. En junio de 2016, lanzó el sencillo "Familiar". La canción fue grabada, producida y mezclada por Obel y cuenta con el violín de John Corban y violonchelos de Kristina Koropecki y Charlotte Danhier. El vídeo musical fue dirigido por el marido de Obel, Alex Brüel Flagstad. La publicación del nuevo álbum, Citizen of Glass, en octubre de 2016 vino precedida por el lanzamiento de otros dos sencillos; "Golden Green" en septiembre y "Stretch Your Eyes" en octubre. Citizen of Glass tuvo una gran acogida por la crítica y recibió el Premio IMPALA al Álbum del Año 2016 de la Asociación de Compañías Musicales Independientes, que premia anualmente el mejor álbum lanzado en un sello europeo independiente.
El 25 de mayo de 2018 publicó el álbum Late Night Tales: Agnes Obel, como parte de la serie de álbumes Late Night Tales, discos curados por artistas de prestigio. El álbum incluye una mezcla de piezas originales de artistas como  Nina Simone, Henry Mancini, Ray Davies, Can o Yello, junto con temas propios escritos por Obel y adaptaciones de poemas. En abril de 2018, se presentó el tema original, "Poem About Death”, una adaptación de un poema de la poeta danesa Inger Christensen. Obel escribió sobre su álbum: "Me sorprendió la cantidad de tiempo que terminé dedicando a esto. Recopilé todas las canciones junto con mi compañero Alex y solo pasamos tiempo escuchando discos, tratando de ver qué encajaría. La música que he incluido aquí está en mixtapes que hicimos cuando éramos solo amigos cuando éramos adolescentes. Cada una de las pistas produce historias en mi cabeza".
En febrero de 2018, Agnes Obel firmó un contrato con la compañía discográfica especializada en música clásica, Deutsche Grammophon. El 29 de octubre de 2019, anunció el título de su primer álbum con la histórica compañía alemana y presentó el sencillo "Island of Doom". Myopia fue publicado el 21 de febrero de 2020.

## Discografía

### Álbumes de estudio
- Philharmonics (2010)
- Aventine (2013)
- Citizen of Glass (2016)
- Myopia (2020)

### Álbumes en directo (Formato digital)
- iTunes Live à Paris (2011)
- iTunes Festival: London 2013 (2013)

### Singles
- "Riverside" (2010) Philharmonics
- "Just So" (2010) Philharmonics
- "Brother Sparrow" (2011) Philharmonics
- "The Curse" (2013) Aventine
- "Fuel to Fire" (2013) Aventine
- "Familiar" (2016)